# 하맘

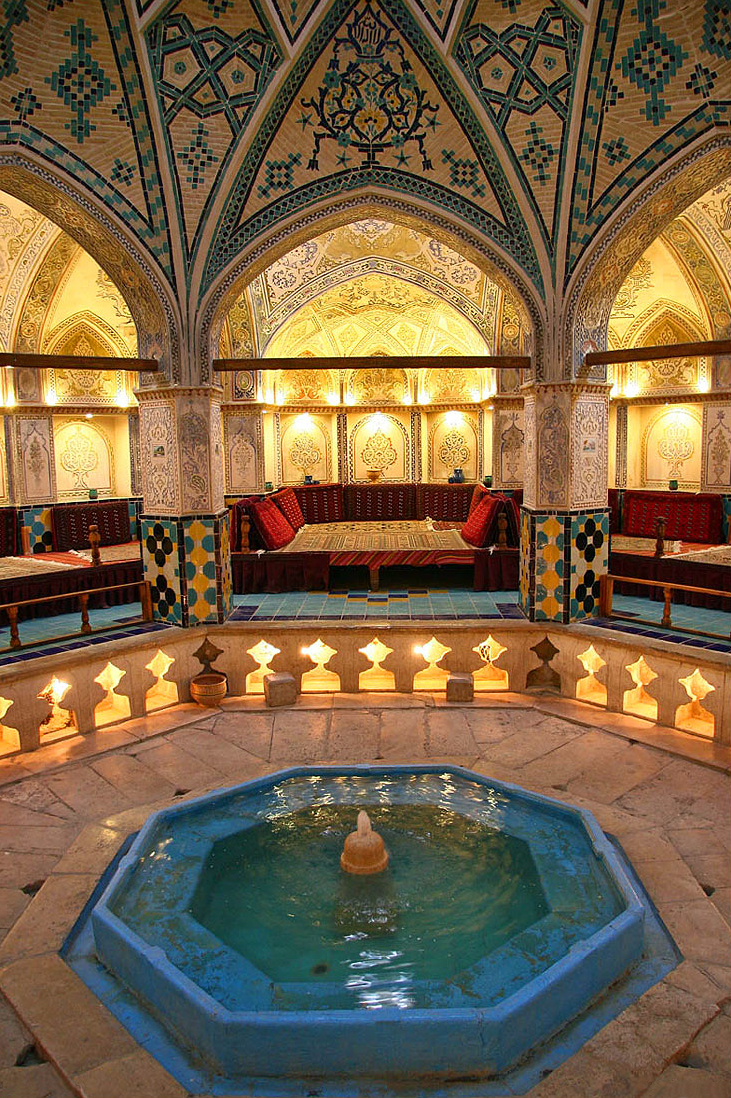
이란에 위치한 하맘

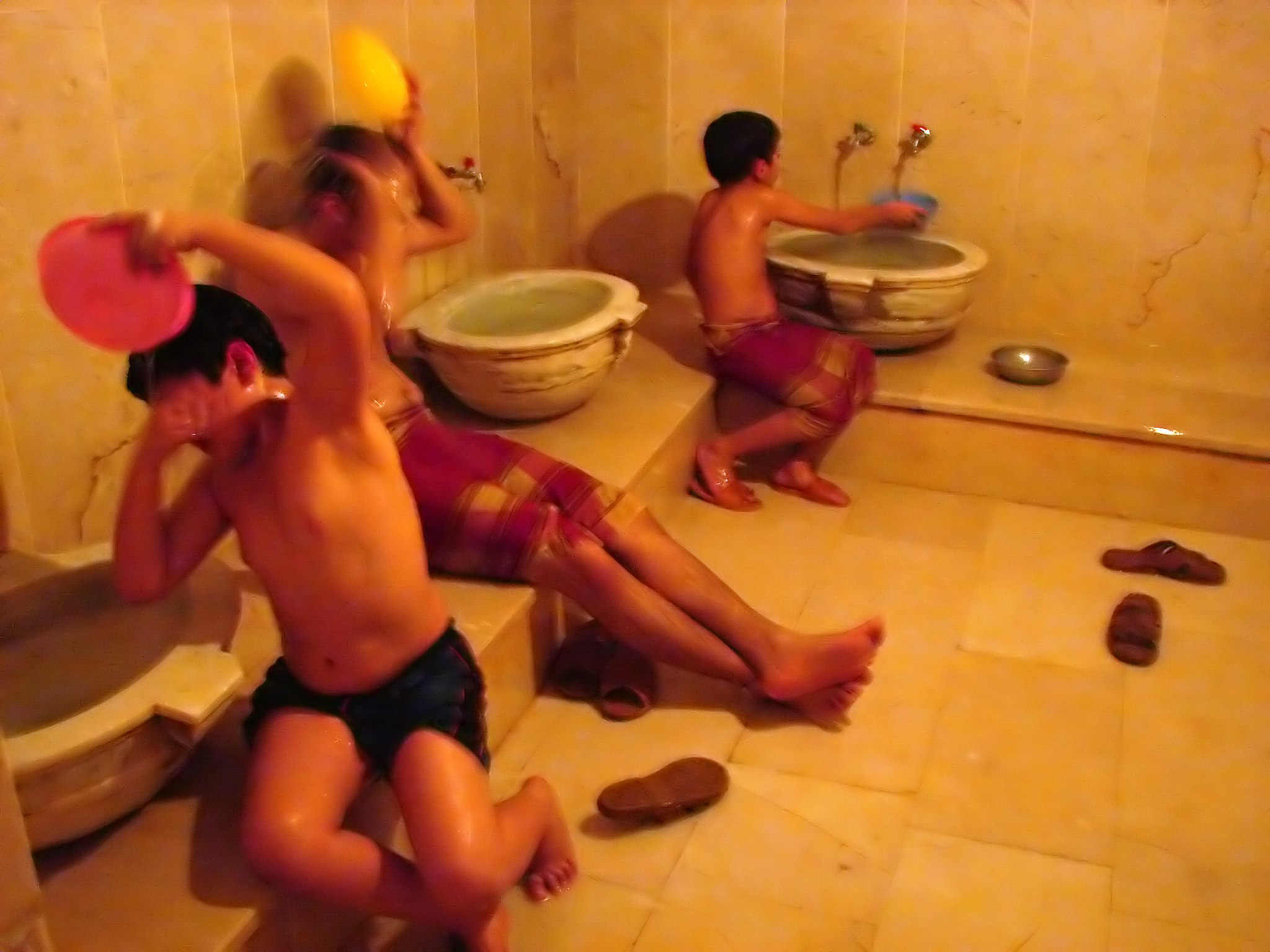
하맘에서 목욕하는 사람들

하맘(아랍어: حمام, 튀르키예어: hamam)은 중동 전역에서 널리 볼 수 있는 전통적인 공중목욕탕이다. 튀르키예(터키)에서 유래된 것으로 알려져 터키탕으로도 불린다.

## 특징
중동 지역에서 시작된 이슬람교에서는 목욕을 중요시 여겼고, 이에 따라 목욕탕도 알라를 뵙기 전에 몸을 씻는 곳으로 여겨져 하맘이 발달하였다.
일반적인 하맘의 특징은 중앙에 귀벡타쉬(튀르키예어: göbek taşı)라고 불리는 대리석이 있으며, 그 주위에는 물이 나오는 세면대와 세면 도구들이 구비된 구조로 이루어져 있다. 세면대는 물이 고여있지 않도록 계속 물이 흐르게 하는데, 이는 지역 특성상 물이 고여있는 것이 부정적으로 여겨지기 때문이다. 또한 이곳에는 사우나와 같은 증기탕이 있으며, 이곳에서 때를 불린 다음 귀벡타쉬 위에 올라가서 사람이 때를 밀거나 마사지를 하는 것이 특징이다.
또한 목욕할 때에도 옷을 다 벗지 않고, 아랫도리를 천으로 가리면서 목욕한다.

## 같이 보기
- 소프랜드
- 증기탕